# Hội Kỷ lục gia Việt Nam
Hội Kỷ lục gia Việt Nam được thành lập theo quyết định số 959/QĐ-BNV do Bộ Nội vụ cấp ngày 23 tháng 8 năm 2013.
Văn phòng Hội Kỷ lục gia Việt Nam là tổ chức xã hội, tổ chức và hoạt động theo Điều lệ được Bộ trưởng Bộ Nội vụ phê duyệt, tuân thủ quy định của pháp luật, chịu sự quản lý nhà nước của Bộ Văn hóa, Thể thao và Du lịch và các bộ, ngành có liên quan đến lĩnh vực hoạt động của Hội, với trụ sở nằm tại 48 Hồng Hà, Phường 9, Phú Nhuận, TP. Hồ Chí Minh.

## Chức năng và nhiệm vụ
- Là đầu mối kết nối các thành viên là kỷ lục gia, là đơn vị sở hữu kỷ lục đã chính thức được các tổ chức có chức năng trong nước và quốc tế công nhận. Tạo điều kiện để các kỷ lục gia Việt Nam giao lưu, chia sẻ, học hỏi kinh nghiện lẫn nhau.
- Tổ chức các chương trình Hội ngộ kỷ lục gia Việt Nam hàng năm nhằm giao lưu văn hóa giữa các thành viên giữa các Tổ chức kỷ lục châu Á, Quốc tế và Việt Nam.
- Là cầu nối để kết nối các thành viên là các kỷ lục gia, các đơn vị sở hữu kỷ lục nhằm mục đích giao thương, mở rộng cơ hội hợp tác với nhau.
- Tổ chức các chương trình liên quan đến kỷ lục Việt Nam có gắn với hoạt động quảng bá văn hóa nghệ thuật đặc sắc của Việt Nam, tôn vinh hình ảnh đất nước và con người Việt Nam đến với bạn bè, người dân các quốc gia châu Á và toàn thế giới.
- Giới thiệu văn hóa ẩm thực, đặc sản Việt Nam thông qua các Hành trình tìm kiếm, quảng bá đặc sản Việt Nam được triển khai định kỳ hàng năm.
- Quảng bá các điểm đến du lịch, di tích, di sản văn hóa, danh thắng du lịch ở Việt Nam đến với du khách trong và ngoài nước qua các Hành trình quảng bá những điểm đến hấp dẫn ở Việt Nam được triển khai định kỳ hàng năm.
- Khuyến khích việc rèn luyện thể dục, thể thao thông qua việc tôn vinh, xác lập các kỷ lục về thể chất, thể thao, khả năng chịu đựng của con người.

## Ban lãnh đạo
Tiến sĩ: Thang Văn Phúc - Nguyên thứ trưởng Bộ Nội Vụ - Chủ tịch trung ương hội kỷ lục gia Việt Nam.
Tiến sĩ: Lê Doãn Hợp - Nguyên thứ trưởng bộ Thông Tin Truyền Thông - Chủ tịch hội đồng xác lập tổ chức kỷ lục Việt Nam.
Giáo sư - Viện sĩ: Hoàng Quang Thuận - Viện trưởng viện Công Nghệ Viễn Thông, Viện hàn lâm Khoa Học và công nghệ Việt Nam - Chủ tịch hội đồng xác lập tổ chức kỷ lục Việt Nam.
Tiến sĩ: Vũ Tiến Lộc - Đại biểu Quốc Hội, Nguyên chủ tịch phòng thương mại công nghiệp Việt Nam (VCCI) - Chủ tịch danh dự tổ chức kỷ lục Việt Nam.
Nhà du hành vũ trụ: Phạm Tuân - Nguyên tổng cục trưởng tổng cục công nghiệp Quốc Phòng - Chủ tịch danh dự thệ thiên cầu Kỷ Lục.